# Дом Н. Шабунина
Дом Н. Шабунина — историческое здание в Старице (Тверская область, Россия). Памятник архитектуры, находится на улице Маршала Захарова, 61.
Деревянное здание с мезонином, дом построен столяром-краснодеревщиком Шабуниным в 1918 году. Архитектурный стиль — эклектика с обращением к рококо. Фасад разделён тремя пилястрами по торцам брёвен. Каждая пилястра украшена стилизованными пальмовыми листьями и мужскими масками. Пять окон на главном фасаде здания сохранили наличники, украшенные глубокой выемчатой резьбой и женскими масками.
По состоянию на март 2015 года здание находится в частной собственности. Недавно деревянные окна были заменены на пластиковые. Резьба не ремонтируется и не обновляется.

## Галерея

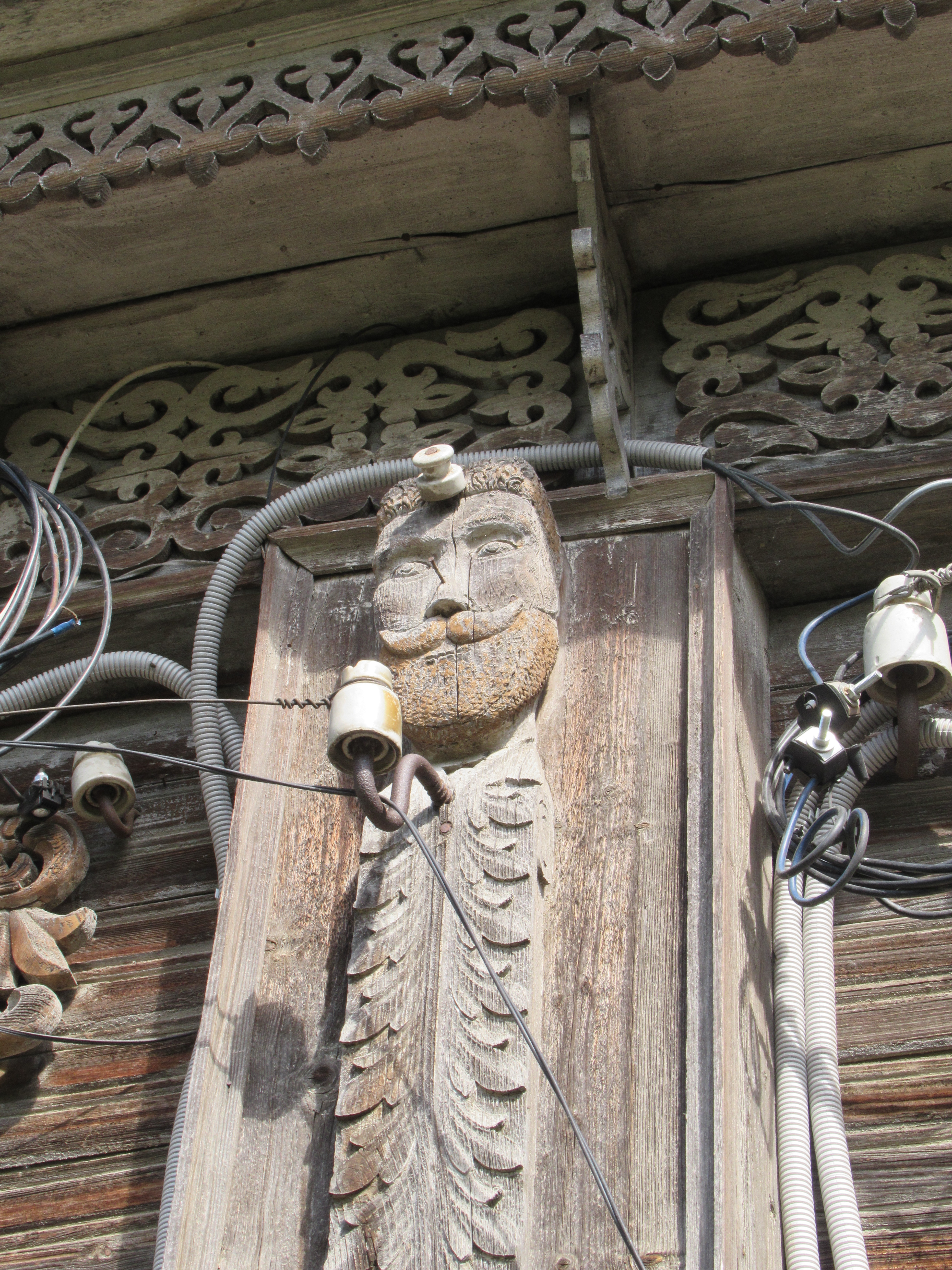
Резьба на пилястре
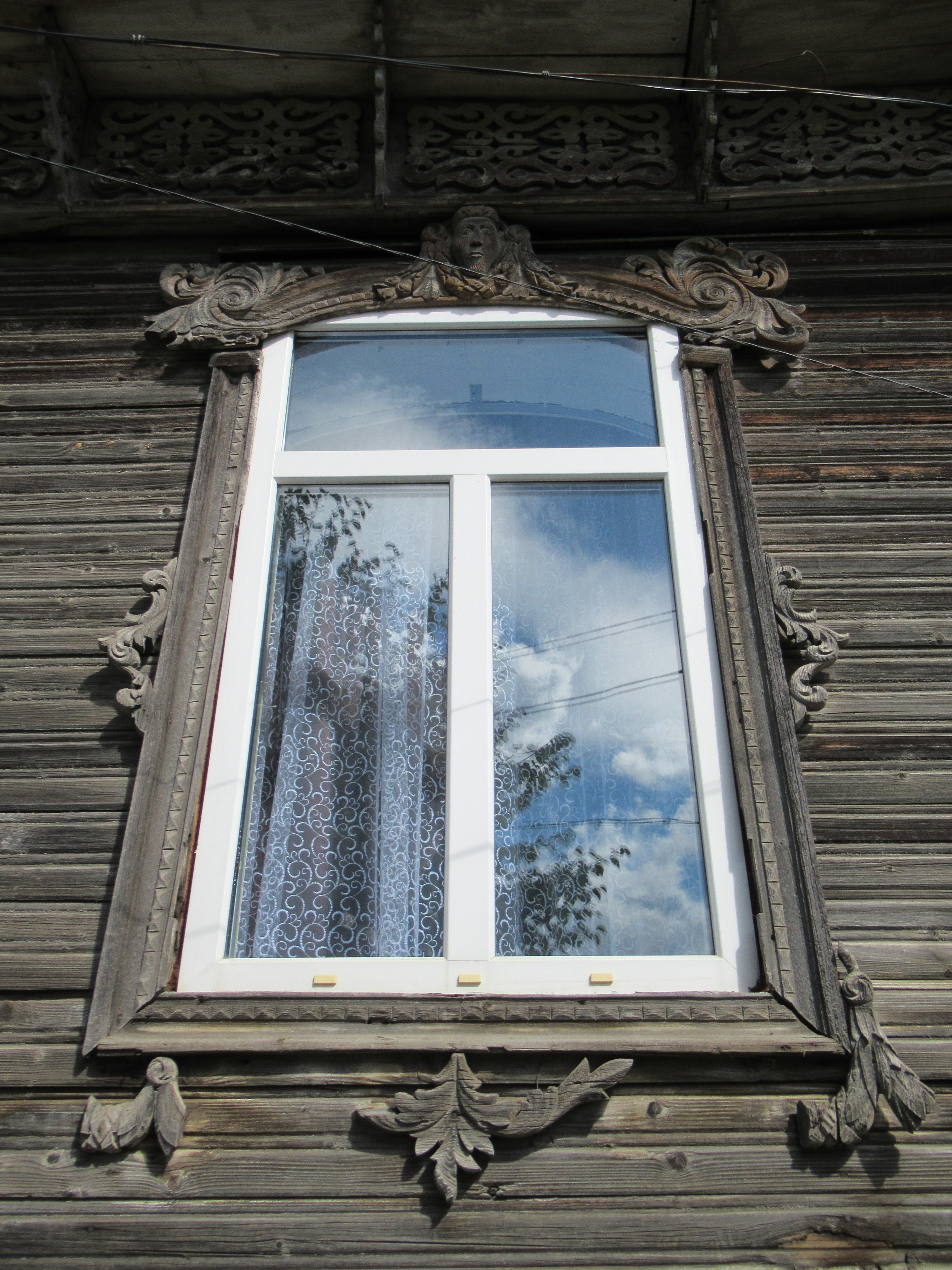
Окно